# Georges Corroy
Georges Corroy, né le 29 août 1895 à Neufchâteau (Vosges) et mort le 14 janvier 1981  à Saint-Dié (Vosges), est un géologue universitaire français, doyen de la faculté des sciences de Marseille de 1938 à 1944.
Son nom est souvent associé — de façon manifestement abusive — aux insuffisantes études géotechniques ayant conduit en 1959 à la catastrophe de Malpasset.

## Biographie

### Origines familiales et formation

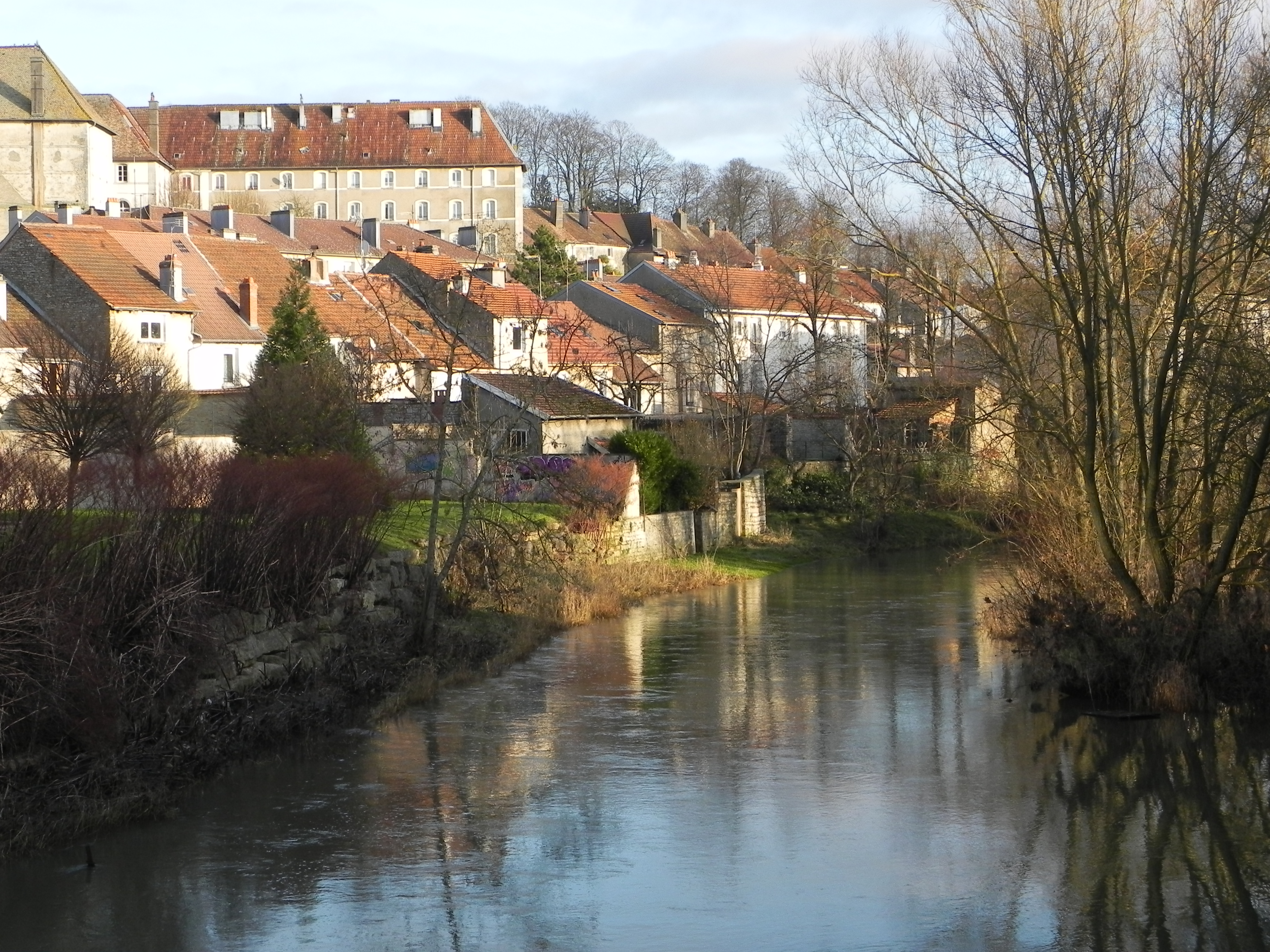
Un des plus anciens quartiers de Neufchâteau, ville natale de Georges Corroy, en bordure du Mouzon, un affluent de la Meuse.

Marie Hilaire Georges Corroy naît à Neufchâteau (Vosges), au no 1 de la rue des Petits-Fossés, le 29 août 1895. Son père, Léon Corroy, employé de commerce dans un établissement de confection, est lui aussi Néocastrien, fils d'un ferblantier ; sa mère, née Angélia Maillard, sans profession, est originaire de Viviers-le-Gras (Vosges) où son père était alors instituteur. Georges, enfant unique, fait ses études secondaires au collège de Neufchâteau, et obtient son baccalauréat en 1913.

### Nancy et la Grande Guerre
Il entame à Nancy une licence de sciences naturelles lorsque éclate la Grande Guerre. Mobilisé dans l'infanterie en décembre 1914, il prend part à la Troisième bataille d'Artois en tant que 1re classe. Blessé à Souchez en octobre 1915, il est versé dans le service auxiliaire — il est pendant quelques mois téléphoniste au camp de Mailly —, puis termine la guerre dans l'armée territoriale,. Il reprend alors ses études à Nancy où il développe une passion pour la géologie : c'est à Landaville, au pied des mirabelliers de sa grand-mère, qu'il fait ses premières découvertes paléontologiques.

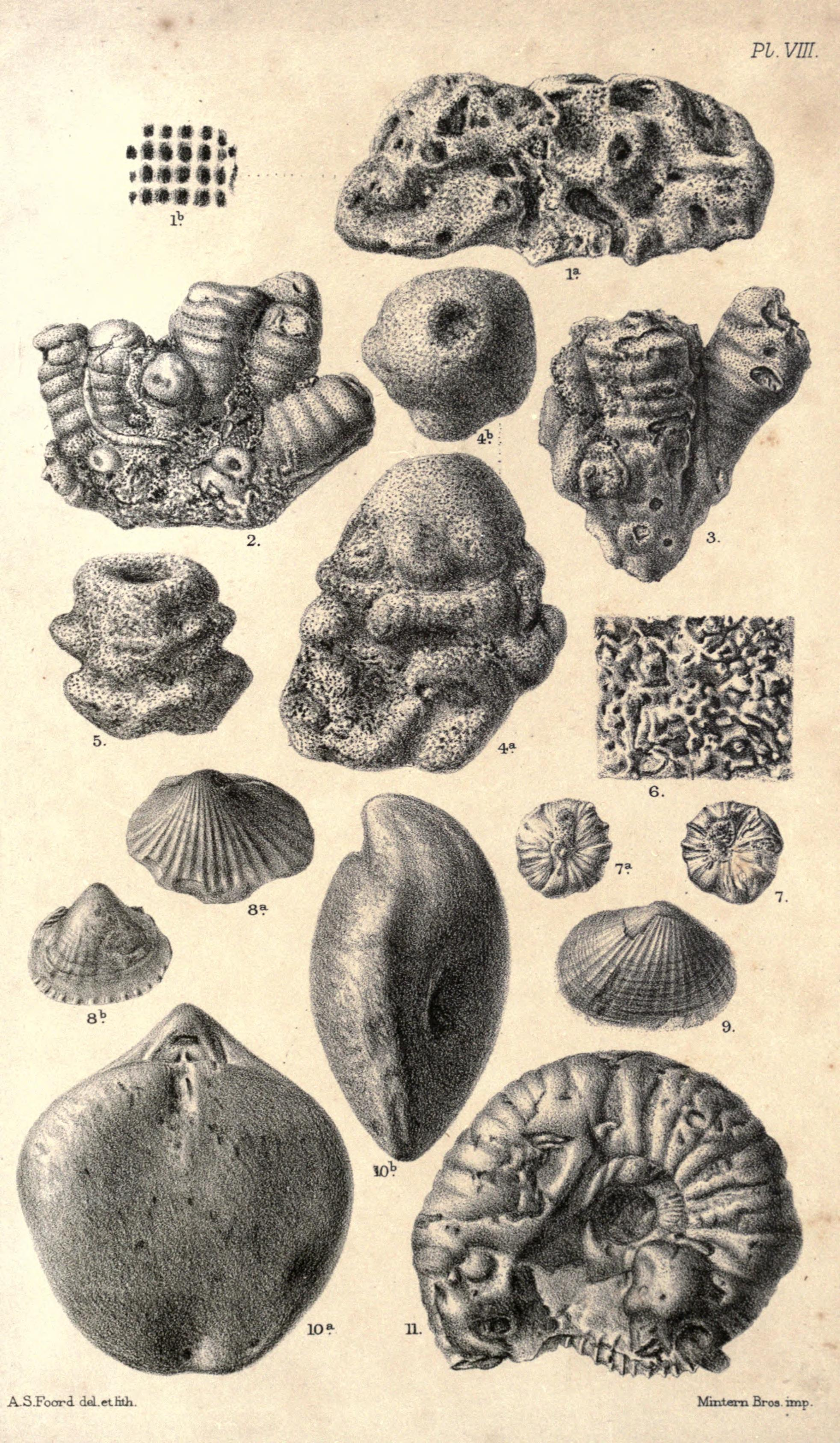
Fossiles du Néocomien.

« Préparateur auxiliaire de géologie » à la faculté des sciences de Nancy dès 1920, il soutient sa thèse de doctorat d'État en 1924, consacrée à l'étude du Néocomien (les trois étages inférieurs du Crétacé) dans l'est du Bassin parisien. Elle lui vaudra plusieurs prix, dont un décerné par l'Académie des sciences. Il obtient en avril 1925 un poste de « préparateur de paléontologie » — qui lui confère un statut équivalent à celui d'assistant —, et il épouse une semaine plus tard Marie-Louise Bouvier, la fille d'un négociant néocastrien originaire du nord de la Meuse. Celle-ci meurt malheureusement l'année suivante ; il se remarie peu après avec sa belle-sœur Alice.
Après de toutes premières publications de nature résolument paléontologique, les années nancéiennes de Corroy sont marquées par un réexamen des étages géologiques affleurant dans l'est du Bassin parisien, du Rhétien (étage supérieur du Trias) au Crétacé, en passant par tous les étages du Jurassique. Il ne s'aventure qu'exceptionnellement en dehors de son « terrain de thèse ». On note cependant l'éclectisme qui le fait répertorier les tremblements de terre et les mouvements de terrain ayant affecté la Lorraine par le passé.

### Marseille et le drame de Malpasset
En 1932, quittant à regret ses chères côtes de Meuse, il est nommé maître de conférences à la faculté des sciences de Marseille. Il y obtient deux ans plus tard la chaire de géologie qu'il va occuper pendant plus de trente ans. « Lorrain devenu Provençal », comme il se plaît à se décrire, ses travaux de terrain éclairent d'un jour nouveau la tectonique du massif de la Sainte-Baume et de la montagne Sainte-Victoire. Entre 1933 et 1965, près de quarante de ses publications sont consacrées à ces deux chaînons provençaux, et plusieurs guides géologiques régionaux développent ces études. Pour Raymond Ciry, « l'œuvre de Georges Corroy et son école a vraiment marqué un tournant dans la révolution des idées sur la géologie provençale ».
« Brillant professeur » pour Suzanne Taxy, Corroy assume la charge de doyen de la faculté des sciences de 1938 à 1944.

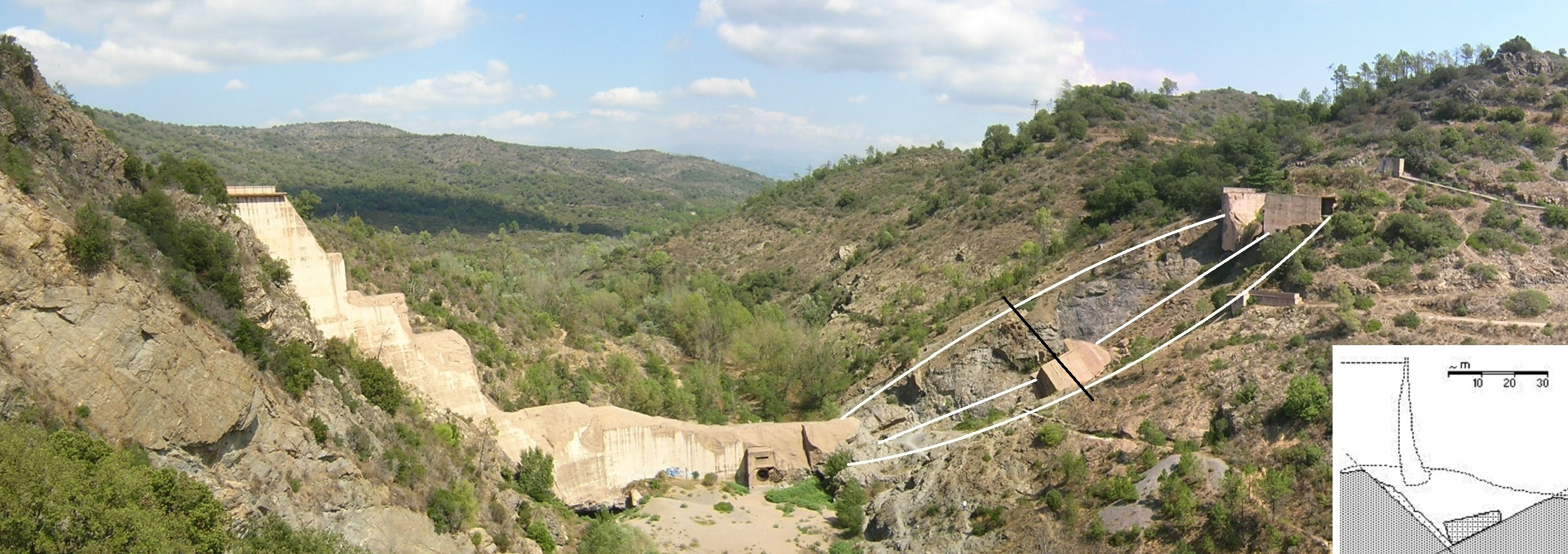
Ruines du barrage de Malpasset, vues de l'aval.

À la Libération, Corroy est arrêté et emprisonné sans véritable raison pendant six mois. Mais c'est un autre drame qui vient assombrir la fin de sa carrière : la catastrophe du barrage de Malpasset, dans l’arrière-pays de Fréjus (Var). En 1946, seul géologue consulté pour ce qui devait être à l’origine un barrage-poids, il émet des réserves sur la qualité du gneiss sur le flanc gauche du site retenu. Le site est finalement déplacé de 200 m en aval par le maître-d'œuvre, mais pour y implanter un très mince barrage-voûte. Corroy ne s'y oppose pas : le barrage est construit entre 1952 et 1954, mais les études complémentaires qu'il a requises lors des travaux ne sont pas réalisées, faute de temps et d'argent. La retenue, longtemps à moitié vide pour d’interminables complications juridiques, est soumise à de fortes pluies à partir de la fin novembre 1959. Le barrage cède le 2 décembre, rayant Fréjus de la carte. Lors des procès qui se succèdent pendant la décennie suivante et qui aboutissent à un non-lieu, Corroy n'intervient qu'en tant que témoin, mais son collègue Marcel Roubault, l'un des experts judiciaires, stigmatise l'insuffisance de son étude géologique. Plus de quinze ans se sont cependant écoulés entre l'étude géologique de Corroy et le procès, et les connaissances et les pratiques en matière de construction de barrages ont considérablement évolué entre temps,. La critique est difficilement recevable.

### Retraite et dernières années
Corroy part en retraite en 1965, peu après la fin du premier procès. Celui qui s’était fait remarquer par la presse locale dans sa jeunesse pour sa « fort jolie voix de ténor » lors des soirées récréatives  néocastriennes et qui savait se détendre en animant des concerts se retire à Saint-Dié, dans ses Vosges natales. Il s'y éteint le 14 janvier 1981. Il a su transmettre sa passion pour l’orgue à son fils Jean Corroy, architecte, organiste de l'église Saint-Nicolas de Neufchâteau pendant plus de 75 ans.

## Sélection d’articles et ouvrages
- Georges Corroy, « Sur quelques Poissons néocomiens de la Haute-Marne et de la Meuse », C. R. Acad. Sci. Paris, t. 174,‎ 1922, p. 304-306 (lire en ligne)
- Georges Corroy, « Les tremblements de terre en Lorraine et leurs relations avec la tectonique », Bulletin de la Société des sciences de Nancy, 4e série, t. I,‎ 1922, p. 217-224
- Georges Corroy, Le Néocomien de la bordure orientale du Bassin de Paris (Thèse de doctorat ès-sciences), Nancy, Coubé, 1925, 334 p.
- Georges Corroy, « Les Vertébrés du Trias de Lorraine et le Trias lorrain », Annales de paléontologie, t. 17,‎ 1928, p. 11-56
- Georges Corroy, Le Callovien de la bordure orientale du Bassin de Paris, Paris, Imprimerie nationale, coll. « Mémoires pour servir d'explication à la carte géologique détaillée de la France », 1932, 337 p.
- Georges Corroy, « Les éboulements de terrain en Lorraine et particulièrement les glissements de la côte de Mousson », Bulletin de la Société des sciences de Nancy, 5e série, t. I,‎ 1932, p. 5-13
- Georges Corroy et Georges Denizot, « Guide géologique de la Provence occidentale », Annales de la faculté des sciences de Marseille, 2e série, t. 8 – fascicule I,‎ 1935, p. 5-172 (lire en ligne [PDF])
- Georges Corroy et Claude Gouvernet, « Étude stratigraphique et tectonique des collines d'Auriol (Bouches-du-Rhône) », Annales de la faculté des sciences de Marseille, 2e série, t. 10 – fascicule II,‎ 1937, p. 57-116 (lire en ligne [PDF])
- Georges Corroy et Georges Denizot, La Provence occidentale, Paris, Hermann, coll. « Géologie régionale de la France » (no II), 1943, 182 p.
- Georges Corroy et Simone Gueirard, « L'alimentation en eau de la région orientale du département du Var et le barrage de Malpasset, près de Fréjus. Études géologiques », Travaux du laboratoire de géologie de la faculté des sciences de Marseille, t. V,‎ 1956, p. 103-126

## Distinctions et hommages
- Officier de la Légion d'honneur (1964[12])
- Croix de guerre 1914–1918, palme de bronze[5]
- Commandeur de l'ordre des Palmes académiques (1959[12])
- Chevalier de l'ordre du Mérite agricole (1957[12])
- Membre de l'académie des sciences, lettres et arts de Marseille (1950[18])
- Membre de l'académie lorraine des sciences (1971[12])
- Prix Prestwich de la Société géologique de France (1963[19])